# Andreu Tubau i Pirot
Andreu Tubau i Pirot (Hostafrancs, 3 de maig de 1904- Barcelona, 1984) fou un fotògraf català.

## Biografia
Des de molt jove va definir les seves afeccions: la música (ingressant com a membre de l'Orfeó de Sants), l'excursionisme i la fotografia i ja als 14 anys va ser fundador dels "Segadors", secció excursionista i fotogràfica de la UEC de Sants. Professionalment es dedicà al comerç però la fotografia l'acompanyà al llarg de tota la seva vida. S'interessà en especial per la fotografia de paisatges fruit de viatges i excursions i per alguns aspectes de la ciutat de Barcelona com parcs, jardins i edificis. Tubau morí a Barcelona l'any 1984.

## Fons personal
El seu fons personal es conserva a l'Arxiu Nacional de Catalunya. El fons Tubau i Pirot s'estructura en dues sèries: les excursions i viatges amb imatges dels trajectes, pobles i edificis importants que visitava - totes datades i identificades -; i la ciutat de Barcelona, on a més dels carrers i els símbols de la ciutat l'interessà especialment el parc zoològic i les flors dels jardins.